# 藤中颯志
藤中 颯志（ふじなか そうし、1999年12月2日 - ）は、日本の男子バレーボール選手である。

## 来歴
山口県周南市出身。
山口県立宇部商業高等学校、専修大学を経て、2021年10月22日、VC長野トライデンツの内定選手になったと発表された。2021-22シーズン、V1リーグに内定選手として出場した。しかし、このシーズン終了をもってVC長野を退団した。そして、後に兄・藤中謙也のいるサントリーサンバーズに移籍し、2022-23シーズンより同チームで謙也と共にプレーすることとなった。
2022年、日本代表登録メンバーに選出された。8月、AVCカップに出場した（準優勝）。
2023年、第71回黒鷲旗大会でベストリベロを受賞した。

## 人物
- 同じくバレーボール選手である藤中謙也（ジェイテクト）と藤中優斗（東レ静岡）は兄であり、颯志のVC長野入団によりV1に藤中3兄弟が揃って登録となった[2]。2022年から2025年まで謙也とサントリーのチームメイトであった。
- また、お笑いタレントのいかちゃんはいとこである[10]。

## 球歴
- 日本代表 （2022年-）
  - AVCカップ - 2022年
  - ネーションズリーグ - 2025年

## 所属チーム
- 山口県立宇部商業高等学校（2015-2018年）
- 専修大学 （2018-2022年）
- VC長野トライデンツ（2022年）
- サントリーサンバーズ/サントリーサンバーズ大阪（2022年-）

## 受賞歴
- 2023年 - 第71回黒鷲旗全日本選抜大会 ベストリベロ